# 瀝源橋

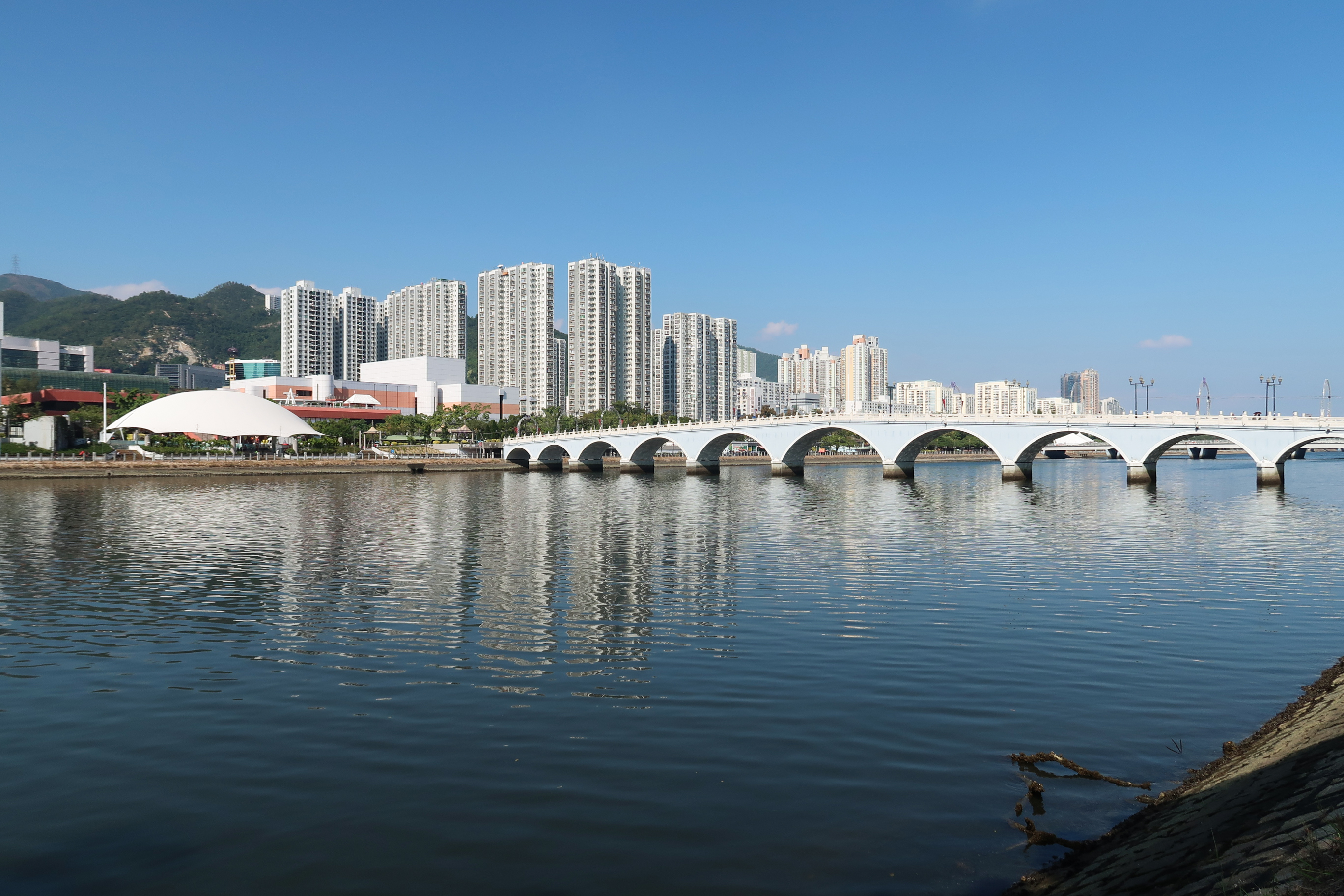
瀝源橋

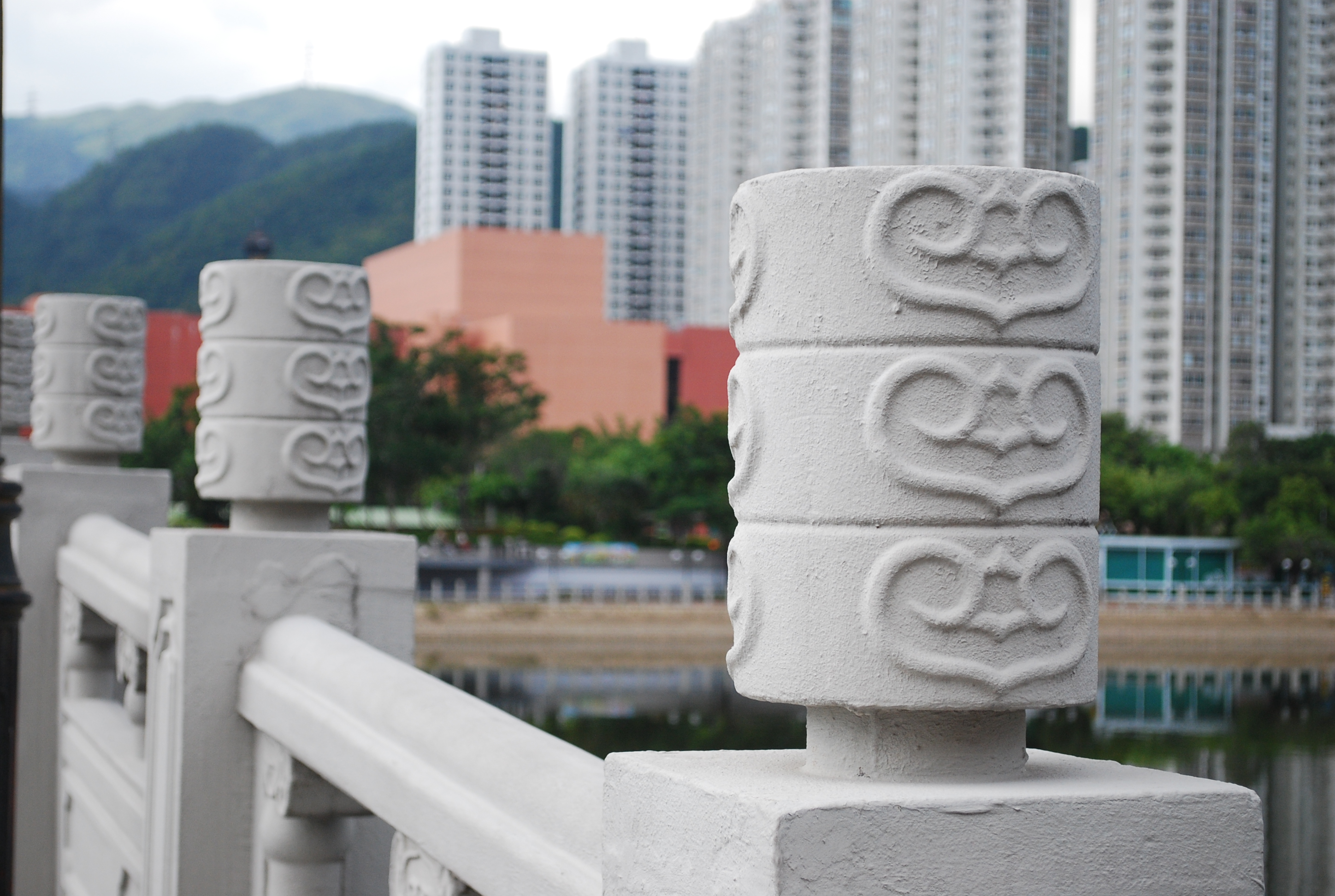
瀝源橋橋身上的中式裝飾雕像

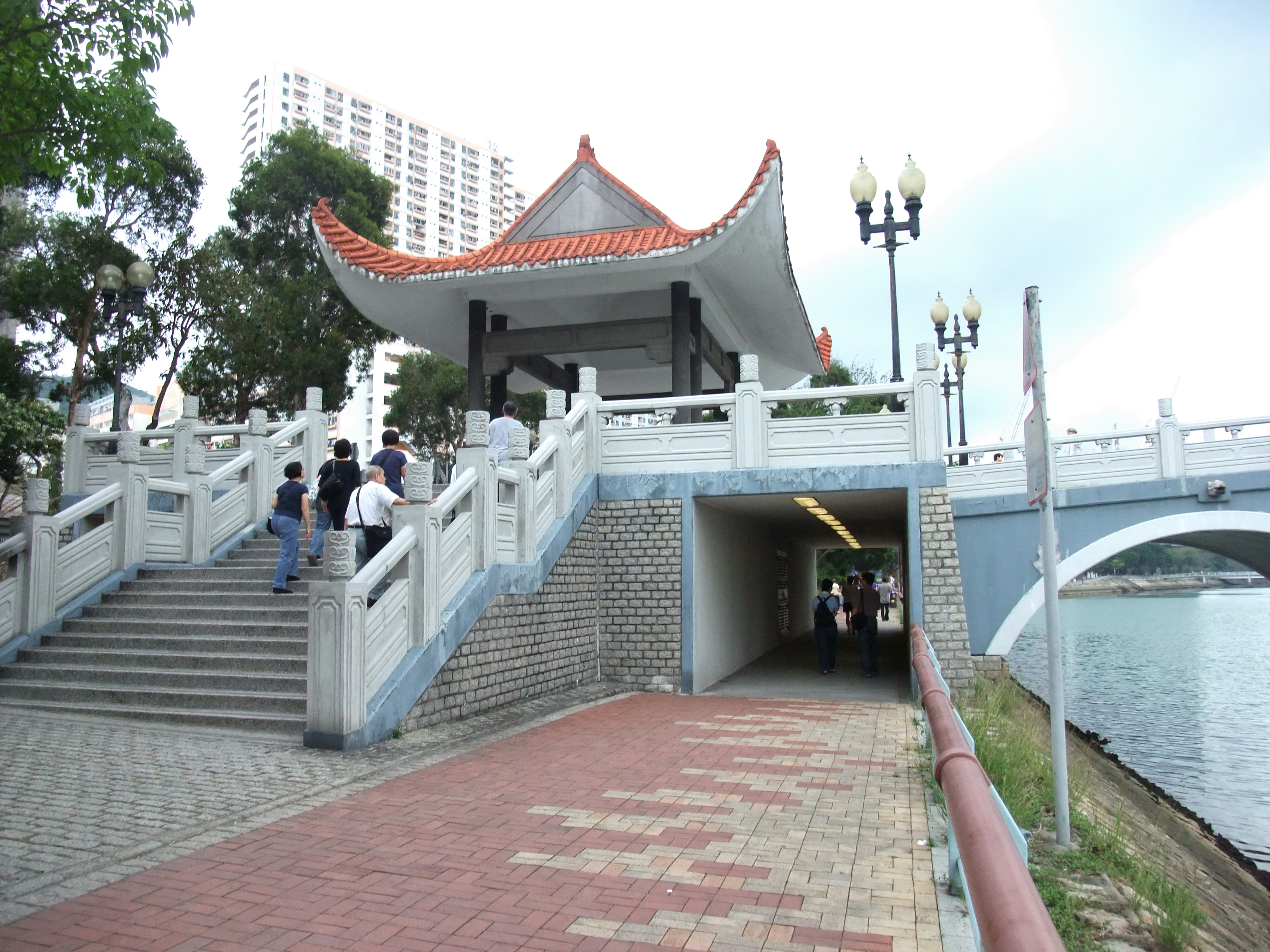
為於瀝源橋東南端的瀝源橋亭

瀝源橋（英語：Lek Yuen Bridge），是香港橋樑之一，跨越新界沙田區城門河中游之上，西接沙田公園出口，東至沙角邨、乙明邨及大涌橋路等地，建於1988年。

## 特色

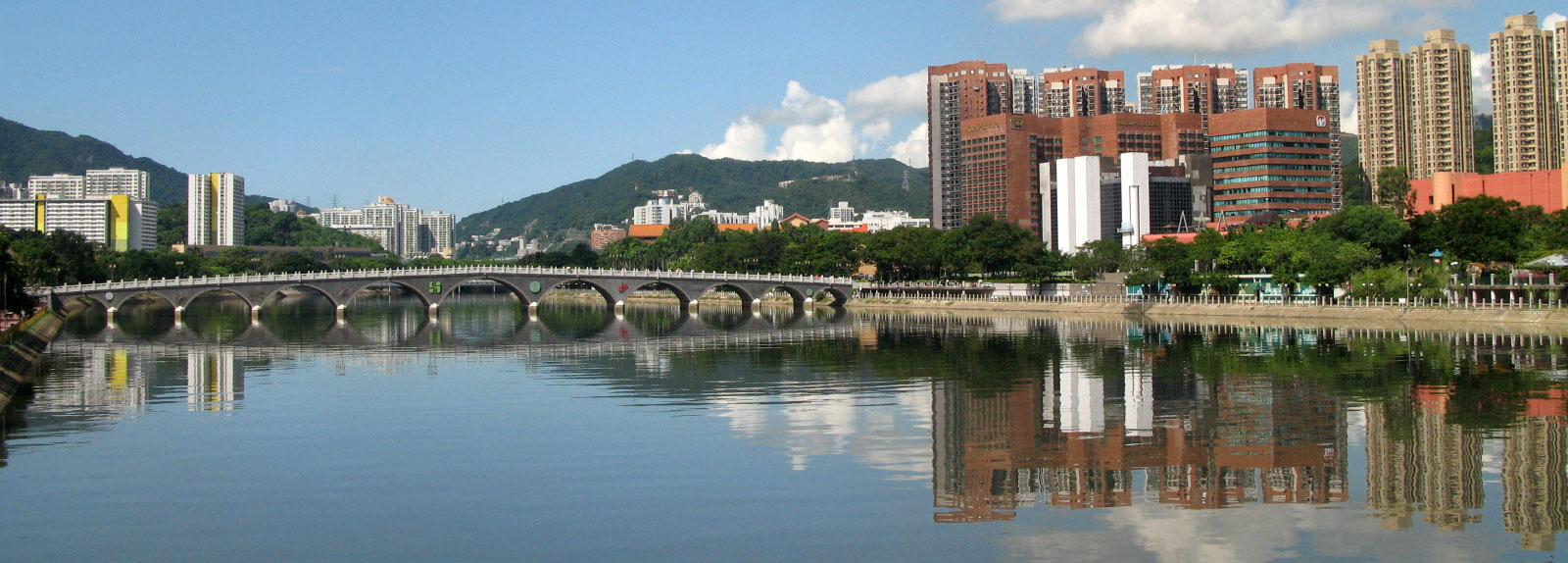
瀝源橋

瀝源橋是由鋼筋石屎架構，橋身呈拱形狀，兩端以斜坡設計，純白色，仿照中國傳統風格建造。瀝源橋的功能為行人天橋，跨河橋樑，與沙燕橋齊名。瀝源橋上設有露天行人路，行人免費使用。全長約160米，闊約6米，面積約1,000平方米，訪客遊人可以逗留橋上，攝影、談心、欣賞風景也無妨。橋兩端入口裝有小鐵柱，是禁止小販及手推車的行政管制設施。

## 鄰近
- 沙田大會堂
- 港鐵沙田站和沙田圍站
- 城門河畔緩跑徑
- 沙田公園
- 新城市廣場

## 外部参考
- 香港外景攝影場地: 沙田瀝源橋
- 沙田瀝源橋特色 （页面存档备份，存于）